# Scopula tenuipes
Scopula tenuipes är en fjärilsart som beskrevs av Turner 1914. Scopula tenuipes ingår i släktet Scopula och familjen mätare. Inga underarter finns listade.